# Alexandre Henrique Gonçalves Freitas
Alexandre Henrique Gonçalves da Freitas, noto semplicemente come Alex (Funchal, 27 agosto 1991), è un calciatore portoghese, attaccante della Dumiense.

## Caratteristiche tecniche
Attaccante di ruolo, adattato varie volte nella sua carriera anche come ala.

## Carriera

### Club
È cresciuto nelle giovanili del Porto.
Ha debuttato nella prima divisione portoghese con il Vitória Guimarães il 4 aprile 2014, nel corso del match perso 3-1 contro l'Estoril Praia in cui aveva segnato la rete del momentaneo vantaggio dopo soli 5 minuti di gara.

### Nazionale
Con la Nazionale Under-20 portoghese ha partecipato ai mondiali di categoria del 2011, in cui ha segnato la rete del momentaneo 1-1 nella finale persa 3-2 contro il Brasile.

## Statistiche

### Presenze e reti nei club
Statistiche aggiornate al 3 giugno 2017.
| Stagione                 | Squadra                  | Campionato               | Campionato | Campionato | Coppe nazionali | Coppe nazionali | Coppe nazionali | Coppe continentali | Coppe continentali | Coppe continentali | Altre coppe | Altre coppe | Altre coppe | Totale | Totale |
| Stagione                 | Squadra                  | Comp                     | Pres       | Reti       | Comp            | Pres            | Reti            | Comp               | Pres               | Reti               | Comp        | Pres        | Reti        | Pres   | Reti   |
| ------------------------ | ------------------------ | ------------------------ | ---------- | ---------- | --------------- | --------------- | --------------- | ------------------ | ------------------ | ------------------ | ----------- | ----------- | ----------- | ------ | ------ |
| 2010-2011                | Santa Clara              | SL                       | 26         | 0          | TP+TL           | 0+1             | 0               |                    | -                  | -                  |             | -           | -           | 27     | 0      |
| 2011-2012                | Santa Clara              | SL                       | 16         | 3          | TP+TL           | 0+5             | 1               |                    | -                  | -                  |             | -           | -           | 21     | 4      |
| 2012-2013                | Santa Clara              | SL                       | 20         | 0          | TP+TL           | 1+1             | 0               |                    | -                  | -                  |             | -           | -           | 22     | 0      |
| Totale Santa Clara       | Totale Santa Clara       | Totale Santa Clara       | 62         | 3          |                 | 8               | 1               |                    | -                  | -                  |             | -           | -           | 70     | 4      |
| 2013-2014                | Vitória Guimarães        | PL                       | 3          | 1          | TP+TL           | 0               | 0               | UEL                | 0                  | 0                  |             | -           | -           | 3      | 1      |
| 2014-2015                | Vitória Guimarães        | PL                       | 21         | 3          | TP+TL           | 1+2             | 0               |                    | -                  | -                  |             | -           | -           | 24     | 3      |
| 2015-2016                | Vitória Guimarães        | PL                       | 3          | 0          | TP+TL           | 0+1             | 0               | UEL                | 2                  | 0                  |             | -           | -           | 6      | 0      |
| 2016-gen. 2017           | Vitória Guimarães        | PL                       | 2          | 0          | TP+TL           | 0               | 0               |                    | -                  | -                  |             | -           | -           | 2      | 0      |
| Totale Vitoria Guimaraes | Totale Vitoria Guimaraes | Totale Vitoria Guimaraes | 29         | 4          |                 | 4               | 0               |                    | 2                  | 0                  |             | -           | -           | 35     | 4      |
| gen.-giu. 2017           | Moreirense               | PL                       | 14         | 2          | TP+TL           | 0               | 0               |                    | -                  | -                  |             | -           | -           | 14     | 2      |
| Totale carriera          | Totale carriera          | Totale carriera          | 105        | 9          |                 | 12              | 1               |                    | 2                  | 0                  |             | -           | -           | 119    | 10     |

## Palmarès

### Club
- Taça de Portugal: 1

Porto: 2009-2010